# Ladislaus 4. af Ungarn
Ladislaus 4. eller Ladislas 4. (ungarsk: László 4.) (5. august 1262 – 10. juli 1290) var konge af Ungarn og Kroatien fra 1272 til sin død i 1290.
Ladislaus var søn af kong Stefan 5. af Ungarn og den kumanske prinsesse Elisabeth. Som 7-årig blev han gift med Elisabeth af Sicilien. Han blev konge ved faderens død i 1272. Hans vigtigste beslutning var, at han i 1278 gav samme status til den kumanska adel (som levede i Ungern siden Béla 4. af Ungarns regeringstid), som den ungarske adel havde. Alligevel blev han senere myrdet af netop kumanske adelsmænd.